# Hjertensfrydsgade
Hjertensfrydsgade er en gade i kvarteret Nyboder i Indre By i København, der ligger i forlængelse af Elsdyrsgade mellem Kronprinsessegade og Øster Voldgade. Gaden er opkaldt efter planten hjertensfryd.
Gaden er belagt med brosten og er omgivet af klassiske gule toetages Nyboder-huse på begge sider, fra da Nyboder blev udvidet nordpå i 1780'erne. Gadenavnet slutter sig til en ældre gruppe på ti gader mellem Adelgade og Rigensgade, der oprindeligt fik blomsternavne, da kong Christian 4. opførte de første dele af Nyboder i 1630'erne og 1640'erne. En række af disse skiftede dog navn i 1860'erne og 1870'erne.
Ved enden af gaden mod Kronprinsessegade ligger Nyboder Plads mellem de to gader og Suensonsgade. Pladsen fik navn i 2015.
Hjertensfrydsgade danner ramme for højbådsmand Olufsens Hus, hvor Lykke-Per bor i romanen af samme navn skrevet af Henrik Pontoppidan.